# Tsongkhapa
 Lama Tsongkhapa (Tsongkha, 1357 – Ganden, 1419) was de grondlegger van het gedachtegoed van de gelug-traditie binnen het Tibetaans boeddhisme. Hij was de belangrijkste hervormer in de geschiedenis van dat boeddhisme.

## Biografie
Lama Tsongkhapa werd geboren in de regio Tsongkha van het gebied Amdo nabij Xining. Op de leeftijd van vier jaar werd hij voorgesteld aan de vierde karmapa, Rolpey Dorje, die hem de naam Kunga Nyingpo gaf. Op de leeftijd van zeven jaar begon zijn noviciaat in een klooster en ontving hij de nieuwe naam Losang Drakpa. Hij kwam onder de hoede van een mentor uit de sakya-traditie en beoefende al vroeg vormen van tantrische meditatie. Zijn mentor was echter van opvatting dat hij  filosofie zou moeten studeren aan een van de grotere kloosters in Centraal-Tibet. 
Op de leeftijd van zestien jaar vertrok hij en verbleef een jaar in het klooster Drigung (of Drikung). Hij werd vanaf die periode Tsongkhapa (de man uit Tsongkha) genoemd. Hij verbleef een jaar in dit klooster en studeerde daar de meditatietechnieken van het Grote zegel alsmede de basis van de Tibetaanse geneeskunde. Hij besloot daarna dat het tijd werd om een studie filosofie aan te vangen. 
De  veertiende eeuw wordt wel de gouden eeuw van het Tibetaans boeddhisme genoemd. Het was de periode van het grote niet sektarische ideaal van het Tibetaans boeddhisme. Mensen die religieuze  en filosofische verdieping wensten, konden daarvoor terecht bij alle toen bestaande religieuze stromingen, ongeacht tot welke traditie men zich zelf rekende. In de jaren daarna studeerde Tsongkhapa bij tientallen leraren uit vrijwel iedere traditie en verbleef daartoe in vele kloosters. Dit voortdurend rondtrekken werd ook veroorzaakt dat Tsongkhapa vaak niet tevreden was met de verklaringen die hij van zijn leraren ontving. 
Dit veranderde toen hij Rendawa ontmoette, een filosoof uit de sakya-traditie die een geheel eigen interpretatie had van de filosofie van de Madhyamaka had. Tsongkhapa zag in Rendawa iemand met gelijke intellectuele capaciteiten en verbleef geruime tijd bij hem. Onder zijn leiding wist Tsongkhapa het volledige curriculum dat een sakya geleerde diende te beheersen succesvol af te leggen.
Vanaf ongeveer 1390 begon Tsongkhapa commentaren te schrijven en zelf onderwijs te geven. Het was ook in samenwerking met Rendawa dat Tsongkhapa een aantal werken over de vinaya schreef met een nieuwe morele opvatting over het handhaven van monastieke discipline. Hij verzamelde een groep leerlingen om zich heen. Tsongkhapa kwam geleidelijk tot de overtuiging, dat zijn intellectuele opvattingen verdiept dienden te worden door meditatief inzicht. Hij trok zich met acht van zijn beste leerlingen voor een periode van vier jaar terug. Gedurende deze retraite werden zowel individueel als groepsgewijs heftige visioenen ervaren die hem overtuigden van de doeltreffendheid van hun meditatie.
Na deze retraite bezocht Tsongkhapa het klooster Kharchu Dudjom Ling, dat behoorde tot de nyingma-traditie. Het was een van de weinige kloosters in die tijd die nog actief het onderricht van de Indiase leermeester Atisha (982-1054) en dat van de  kadam-traditie onderwees. Atisha werd samen met Marpa tot de belangrijkste personen gerekend die verantwoordelijk waren voor de tweede verspreiding van het boeddhisme in Tibet. Na het bestuderen van dit curriculum kwam Tsongkhapa tot de conclusie dat nieuwe formuleringen van het pad naar de verlichting noodzakelijk waren.  
Hierna werden Tsongkhapa en Rendawa weer verenigd en beiden vestigden zich in het klooster Reting. Hier schreef hij in 1402 zijn belangrijkste werk de  Grote uiteenzetting van de stadia op het pad (naar de verlichting), (Lamrin Chenmo). Het was voor een deel een commentaar op een werk van Atisha, Een lamp voor het pad naar de verlichting. In 1405 schreef hij de Grote uiteenzetting over de geheime mantra. Tsongkhapa zou hierna nog een aantal andere teksten schrijven, maar deze twee werken gezamenlijk beschouwde hij zelf als de kern van zijn nieuwe formulering voor het boeddhistische pad naar de verlichting. Een van die andere werken is een samenvatting daarvan, de Drie hoofdzaken van het pad.
In 1409 organiseerde Tsongkhapa met financiële steun van de Phagmodru-dynastie voor het eerst het Mönlam, het grote gebedsfestival in Lhasa. Het zou daarna onafgebroken tot in 1959 ieder jaar georganiseerd worden. De bedoeling van Tsongkhapa was het realiseren van een herdenking, het oproepen van een collectieve herinnering aan de overwinning van de historische Boeddha op heidense leraren. Het thema van de overwinning op ongelovigen was ook een boodschap dat later in de Tibetaanse politiek een grote rol zou spelen. Het centrum van de activiteiten was in de kapel van de Jokhang met het beeld van de  Jowo Shakyamuni, het meest vereerde en heiligste voorwerp in het Tibetaans boeddhisme. Er is een beschrijving van zijn leerling Khädrub Je van dit eerste festival. Het beschrijft een sfeer van spektakel en magische rituelen waar in de devotie van de gelovigen de Jowo Śākyamuni getransformeerd wordt tot een reële Boeddha.
Tsongkhapa werd al sinds zijn jeugd geplaagd door ernstige en chronische rugklachten.  Hij zocht verlichting van de pijn bij de hete bronnen nabij Lhasa. Ook daar was hij echter voortdurend vergezeld door inmiddels honderden leerlingen. Enkele leerlingen wisten hem te bewegen het voortdurend rondtrekken te staken. Tsongkhapa stemde hiermee in en dit was een van de redenen voor de bouw van het klooster Ganden, waar hij de rest van zijn leven tot aan zijn overlijden in 1419 zou verblijven.

## Essentie van de opvattingen van Tsongkhapa
Tsongkhapa was de eerste Tibetaanse hervormer van het Tibetaans boeddhisme. Tibetaanse leraren hadden in de eeuwen daarvoor indrukwekkende prestaties geleverd op het gebied van vertalingen vanuit het Sanskriet en het ordenen en systematiseren van de teksten. Geen van hen had echter in theologische zin een innovatie aan de leer toegevoegd.
Tsongkhhapa formuleerde een nieuwe synthese tussen de oorspronkelijke erfenis van het boeddhisme uit India en zorgvuldige studie van teksten. In het Madhyamaka was sinds Nagarjuna (tweede eeuw na Chr.) de leer van de twee waarheden aanwezig. Daarbij wordt een conventionele waarheid en een hoogste waarheid onderscheiden. In het Tibetaanse boeddhisme kon men op het niveau van de conventionele waarheid door boeddhistische logica tot de conclusie komen, dat het onmogelijk is dat dingen op zichzelf bestaan. Er zijn geen essenties, alles ontstaat door wederzijds afhankelijk ontstaan. Kennis van de hoogste waarheid werd echter slechts bereikt door tantrische praktijk en meditatie. De belangrijkste innovatie van Tsongkhapa was zijn leer, dat de uitgangspunten van boeddhistische logica ook voor het niveau van de hoogste waarheid gerespecteerd dienden te worden.
Tsongkhapa zelf beschouwde zich als deel van de brede traditie van de sakya. Er is ook niets in het leven of het werk van Tsongkhapa, dat er op wijst dat hij de intentie zou hebben gehad een nieuwe religieuze traditie of school te stichten. Het institutionaliseren van zijn gedachtegoed in een eigenstandige nieuwe traditie is het werk van een aantal van zijn leerlingen en met name van Khädrub Je. 
Na de bouw van het klooster Ganden werden de volgelingen van Tsongkhapa  Gandenpa's genoemd vanwege hun verbondenheid met het nieuwe klooster. Na het overlijden van Tsongkhapa werd dit vervangen door  Gendenpa's ( Genden betekent Deugdzaam ) en vervolgens door het synoniem Gelugpa's.

## Grote uiteenzetting van de stadia op het pad (naar de verlichting)
Dit is het beroemdste werk van Tsongkhapa. Aan het begin van de vijftiende eeuw waren al duizenden teksten over de weg naar de boeddhistische verlichting vanuit het Sanskriet in het Tibetaans vertaald. Tsongkhapa moet zich hebben gerealiseerd dat geen enkel individu die verzameling van literatuur zou kunnen overzien of dit zou kunnen hanteren voor religieuze praktisering. 
De intentie van dit werk was dan ook dat het alles zou beschrijven dat iedereen diende te weten om verlicht te worden. Dat begon op het meest basale niveau met de aanname van de drie juwelen van het boeddhisme tot aan het verkrijgen van het hoogste meditatieve inzicht in de werkelijkheid der dingen. Daartussen werd ieder relevant onderwerp van boeddhistische praktijk beschreven, zoals het begrip karma, de praktijk van het tonen van compassie en de geloften van de bodhisattva. 
Het is geschreven in de stijl van het literaire genre van de lamrim. De tekst heeft een zeer schematische ordening met een systematische verdeling in onderwerpen en sub-onderwerpen. Teksten van oude Indiase meesters en de eerste Tibetaanse leerlingen van Atisha worden uitvoerig geciteerd. 
De structuur van het werk kenmerkt zich door een typologie, die ook in het werk van Atisha wordt aangetroffen. Tsongkhapa verdeelt de mensheid in drie typen; een groep met  gering begripsvermogen, een groep met een begripsvermogen op middelmatig niveau en een groep met een groot begripsvermogen. Een persoon die het geluk zoekt in het huidige leven behoort tot de eerste groep. Een persoon die zich het tijdelijke karakter van het geluk van de eerste groep realiseert behoort tot de tweede groep. Dat is de groep die het Hinayana praktiseert en de verlichting alleen voor zichzelf nastreeft. De derde groep streeft ernaar om zijn of haar eigen realisatie van nirvana  uit te stellen en in plaats daarvan alle andere levende wezens te helpen. Dat is het pad van de bodhisattva.
Ieder persoon heeft dus een eigen doel dat verschillende wijzen van religieuze praktijk impliceert. Tsongkhapa nam die typologie niet zo letterlijk dat iedereen in een van de drie typen kan worden ingedeeld. Hij beschreef de typologie meer als een wijze van progressie op het pad die alle mensen tijdens meerdere levens moeten afleggen. Voordat men anderen kan bevrijden van lijden, moet men de wens hebben zichzelf te bevrijden. Voordat men kan bevrijd kan worden van samsara, de cyclus van steeds wedergeboren worden, moet men zich realiseren dat die bevrijding mogelijk is. Dat betekent dat men geen waarde dient toe te kennen aan het mogelijke geluk in toekomstige wedergeboorten. Voordat men dit kan bereiken dient men in het huidige leven deugdzame daden te verrichten die een goede wedergeboorte mogelijk maken. 

## Belangrijkste werken
De edities van het verzamelde werk van Tsongkhapa bestaan uit zestien delen. Een selectie van zijn belangrijkste werken volgt hieronder.  
- 1388 - Gouden slinger van welsprekendheid
- 1398 - Lof van het wederzijds afhankelijke ontstaan[1]
- 1402 - Grote uiteenzetting van de stadia op het pad (naar de verlichting)
- 1405 - Grote uiteenzetting over de geheime mantra
- 1408 - Essentie van welsprekendheid die onderscheidt tussen de voorlopige en definitieve bedoeling van de geschriften
- 1408 - Oceaan van argumentaties: Een grondige uiteenzetting van de  Mülamadhyamakakårikå
- 1418 - De verklaring van de bedoeling: Een grondige uiteenzetting van Chandrakirti 's Madhyamakåvatåra
- 1419 - Een lamp om de vijf stadia te verlichten

- Bibsys: 90527080
- Biblioteca Nacional de España: XX1672482
- Bibliothèque nationale de France: cb135269970 (data)
- CiNii: DA02291775
- Gemeinsame Normdatei: 118676733
- International Standard Name Identifier: 0000 0001 2137 0244
- Library of Congress Control Number: n80017690
- Bibliotheek van het Japanse parlement: 00478551
- Nationale Bibliotheek van Tsjechië: jx20120716003
- Nationale bibliotheek van Australië: 35808110
- Nationale Bibliotheek van Israël: 987007269187805171
- Nationale Bibliotheek van Polen: a0000001061780
- Nederlandse Thesaurus van Auteursnamen: 068269919
- Réseau des bibliothèques de Suisse occidentale: 02-A000164161
- LIBRIS: 97843
- Système universitaire de documentation: 027170802
- Trove: 1096726
- Virtual International Authority File: 65296968